# 허리케인 구스타브
허리케인 구스타브(Hurricane Gustav)는 2008년 8월 25일에 대서양에서 발생하여 카리브해에 위치한 서인도 제도 등의 섬들과 미국 동남부에 영향을 준 허리케인이다.

## 허리케인의 진행

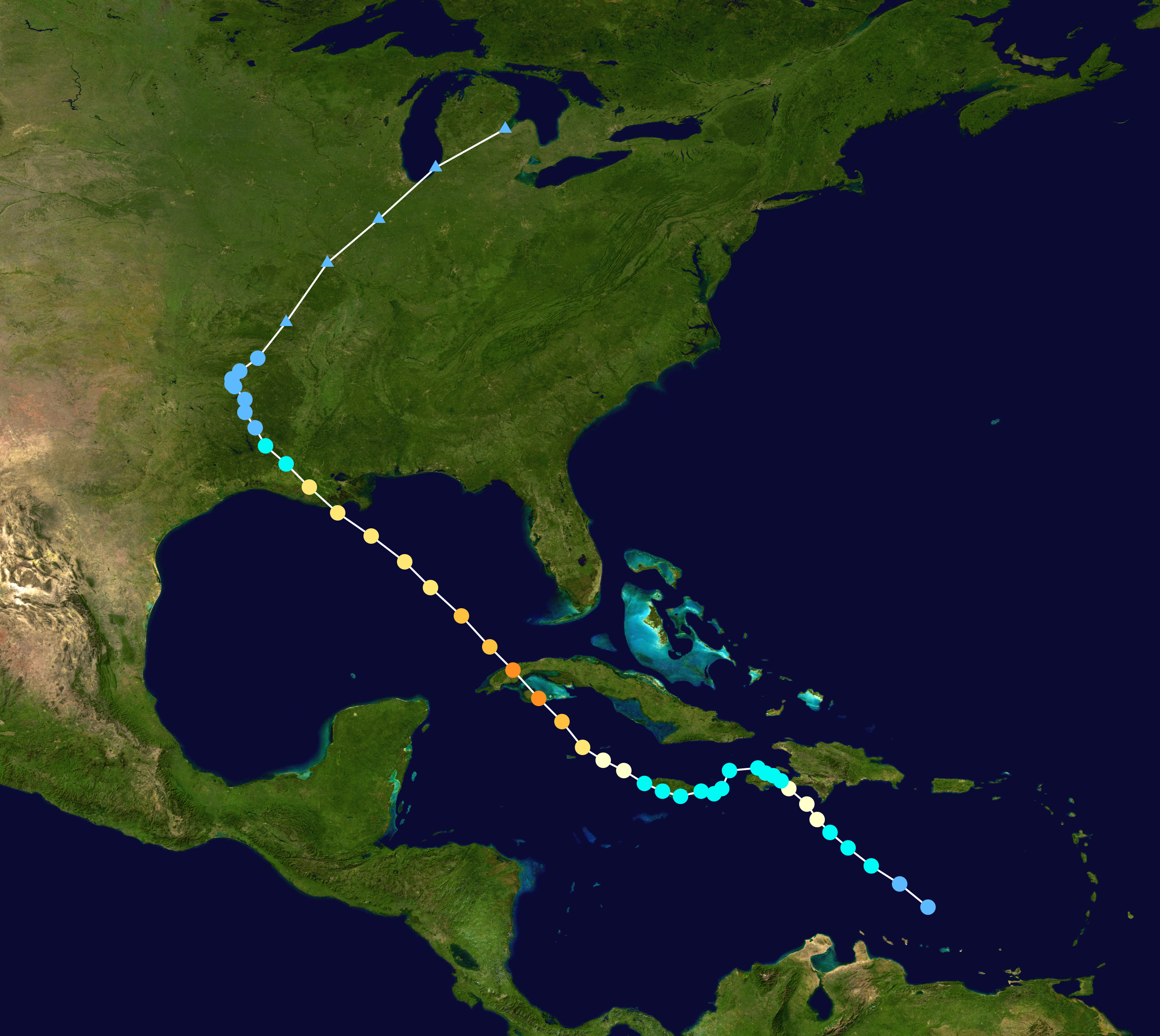
허리케인 구스타브의 경로

2008년 8월 25일 아침에 아이티 포르토프랭스 남동쪽 약 420 km(260마일) 지점에서 허리케인 구스타브가 될 열대저기압이 발생하여, 같은날 오후에 열대폭풍으로 발달하였고, 8월 26일에 허리케인으로 급격히 발달하면서 허리케인 구스타브가 되었다. 허리케인으로 발달한 구스타브는 같은 날 8월 26일에 아이티의 도시인 자크멜 부근에 처음 상륙하였고, 8월 30일 쿠바 서쪽 해상에서 3등급 허리케인으로 발달한 구스타브는 3시간 후 4등급 허리케인으로 더욱 발달하여 최성기를 맞이한 채 쿠바의 이즐라 데 라 후벤투드와 피나르 델 리오 주에 상륙하였다.
8월 31일에 멕시코만으로 빠져나온 후 미국 동남부를 향하여 계속 북서진하였고, 9월 1일에 3등급 허리케인으로 약화되어 미국 루이지애나주 그란드 아일에 상륙하였다. 육지에 상륙한 구스타브는 더 이상 발달하지 못하고 9월 1일 오후에 2등급 허리케인으로 약화되었고,
 저녁 무렵에 1등급 허리케인으로, 밤이 되자 열대폭풍으로 더욱 약화되었다.

## 같이 보기
- 허리케인 로라